# Fitzherbert (Nouvelle-Zélande)

Fitzherbert est une banlieue de la cité de Palmerston North, dans la région de Manawatū-Whanganui, dans l’Île du Nord de la Nouvelle-Zélande.
Le campus  Manawatu de l’Université Massey se situe à l’ouest et au nord-ouest la banlieue de Fitzherbert.

## Municipalités limitrophes
Le Food HQ fut établi au nord du campus de l’Université Massey en 1971, et  inclut l'institut de recherche sur les plantes et l’alimentation (en), les installations  de recherche de la société Fonterra et de l’Université .

## Démographie
.
La zone statistique de Poutoa couvre 7,06 km2 correspondant au secteur de la localité de Fitzherbert.
Elle avait une population de 3 318 habitants lors du recensement de 2018 en Nouvelle-Zélande, en augmentation de 411 personnes (14,1 %) depuis le recensement de 2013, et une augmentation de 618 personnes (22,9 %) depuis le recensement de 2006 en Nouvelle-Zélande.
Il y avait 1 098 logements avec 1 572 hommes et 1 743 femmes, donnant ainsi un sexe-ratio de 0,9 homme pour une femme.
L’âge médian était de 41,5 ans (comparé avec les 37,4 ans au niveau national), avec 519 personnes (15,6 %) âgées de moins de 15 ans, 792 personnes (23,9 %) âgées de 15 à 29 ans, 1 410 personnes (42,5 %) âgées de 30 à 64 ans, et 591 personnes (17,8 %) âgées de 65 ans ou plus.
L’ethnicité était pour 73,8 % européens/Pākehā, 5,9 % Māori, 1,4 % personnes du Pacifique, 22,1 % asiatiques, et 3,4 % d’une autre ethnicité (le total peut faire plus de 100 % dans la mesure où une personne peut s’identifier comme étant de multiples ethnicités en fonction de ses ascendants).
La proportion de personnes nées outre-mer était de 35,2 %, comparée avec les 27,1 % au niveau national.
Bien que certaines personnes refusent de donner leur religion, 44,7 % n’ont aucune  religion, 38,3 % étaient chrétiens, 2,4 % étaient hindouistes, 3,6 % étaient musulmans, 2,1 % étaient bouddhistes et 2,4 % avaient une autre religion.
Parmi ceux d’au moins 15 ans d’âge, 1 068 personnes (38,2 %) avaient une licence ou un degré supérieur, et 246 personnes (8,8 %) n’avaient aucune qualification formelle.
Les revenus médians étaient de 32,900 $, comparés avec les 31,800 $ au niveau national.
Le statut d’emploi de ceux d’au moins 15 ans  était pour 1 242 personnes (44,4 %) un emploi à temps plein , pour 399 personnes (14,3 %) étaient à temps partiel et 93 personnes (3,3 %) étaient sans emploi.